# Торете (Потенца)
Торете (итал. Torrette) је насеље у Италији у округу Потенца, региону Базиликата.
Према процени из 2011. у насељу је живело 46 становника. Насеље се налази на надморској висини од 600 м.